# Melanospiza
A Melanospiza  a madarak osztályának verébalakúak (Passeriformes) rendjébe és a tangarafélék (Thraupidae) családjába tartozó nem.

## Rendszerezésük
A nemet Robert Ridgway francia ornitológus írta le 1897-ben, az alábbi fajok tartoznak ide:
- szigeti bölénypinty (Melanospiza richardsoni)
- feketeképű kölespinty (Melanospiza bicolor[1] vagy Tiaris bicolor)[2]